# Kisbeszterce
Kisbeszterce je selo u središnjoj južnoj Mađarskoj.
Zauzima površinu od 7,47 km četvornih.

## Ime
Ime dolazi od stare slavenske riječi bistrica.

## Zemljopisni položaj
Nalazi se na 46° 12' sjeverne zemljopisne širine i 18° 2' istočne zemljopisne dužine, sjeverozapadno od Mečeka. 2 km zapadno je Bakóca, 4 km sjeverozapadno je Tormás, Baranyaszentgyörgy je 4,5 km sjeverno sjeverozapadno, Mindszentgodisa je 1,5 km sjeveroistočno, Kishajmás je 3 km istočno, Karácodfa je 2 km jugoistočno.

## Upravna organizacija
Upravno pripada Šaškoj mikroregiji u Baranjskoj županiji. Poštanski broj je 7391. 

## Povijest
U povijesnim izvorima od 1542. se spominje pod imenom Byztrice. Oznaka "Kis" (Mala) označava da postoji mogućnost da je postojalo selo s oznakom "Velika" ("Nagy"). 
Srednjovjekovnu crkvu su srušili Turci, a kamen od nje su iskoristili da bi ojačali sigetsku tvrđavu. Mještani su tada sakrili tri crkvena zvona u bunaru. 
Neki istraživači tvrde da je na mjestu Kisbeszterce i Felsőmindszenta se nalazilo jedno selo, o čemu svjedoči hidronim Lasnica. U vrijeme turske vlasti stanovnici su bili Mađari, a kasnije su se doselili Hrvati i Srbi, no njihovo selo, groblje i crkva nisu pronađeni. Ipak, hidronimi sugeriraju nazočnost tih naroda: Lazsina, Termac, Loka, Lucsis, Paksica. Nije isključeno ni da Lóka možda označava nestalo mađarsko naselje. 
Interesting the charcoal-burner section of frontier, where the all-time smiths extracted coal, in an other section of frontier, Sarkalacban.

## Promet
4 km istočno od sela se nalazi željeznička prometnica Selurinac-Dumvar.

## Stanovništvo
Kisbeszterce ima 100 stanovnika (2001.). Mađari su danas jedina nacionalna zajednica. 92% stanovnika su rimokatolici.

## Vanjske poveznice
- Kisbeszterce na fallingrain.com